# Waste 'em All
Albums de Municipal Waste
Hazardous Mutation
(2005)
Waste 'em All est le premier album studio du groupe de Thrash metal américain Municipal Waste. L'album est sorti en 2003 sous le label Six Weeks.
Cet album est en partie connu pour sa durée extrêmement limitée : l'album dépasse à peine un quart d'heure pour 16 titres, ce qui fait une moyenne d'environ une minute par titre.
Le titre de l'album, Waste 'em All, est une référence au premier album du groupe de Thrash metal américain Metallica, Kill 'Em All.

## Musiciens
- Tony "Guardrail" Foresta - Chant
- Ryan Waste - Guitare
- Andy Harris - Basse
- Brandon Ferrell - Batterie

## Liste des morceaux
1. Executioner (Intro) - 1:12
2. Sweet Attack - 0:58
3. Mutants of War - 1:00
4. Knife Fight - 0:50
5. Drunk as Shit - 0:58
6. Death Prank - 0:11
7. Substitute Creature - 1:01
8. Waste 'Em All - 1:30
9. Toxic Revolution - 1:51
10. I Want to Kill the President - 0:17
11. Thrash?! Don't Mind If I Do - 0:56
12. Dropped Out - 0:46
13. Blood Hunger - 1:10
14. Jock Pit - 1:15
15. The Mountain Wizard - 1:25
16. Untitled - 2:09